# Ascogaster formosensis
Ascogaster formosensis är en stekelart som beskrevs av Jinhaku Sonan 1932. Ascogaster formosensis ingår i släktet Ascogaster och familjen bracksteklar. Inga underarter finns listade.